# 堺市立野田小学校
堺市立野田小学校（さかいしりつ のだしょうがっこう）は大阪府堺市東区にある公立小学校。1972年4月1日に堺市立登美丘東小学校から分離し開校。

## 通学区域
- 堺市東区 北野田（一部）、南野田（一部）。

卒業生は堺市立野田中学校に進学する。

## 交通
- 南海高野線 北野田駅 西へ約1415m。